# Muzeum Wsi Opolskiej w Opolu
Muzeum Wsi Opolskiej – skansen, który został utworzony w 1961 roku; w 1965 rozpoczęto prace związane z budową ekspozycji stałej, a w 1970 roku udostępniono tereny muzeum zwiedzającym. Znajduje się w Opolu-Bierkowicach (ul. Wrocławska 174), dokąd można dotrzeć autobusami miejskimi linii nr 9.

## Historia
Za głównego inicjatora stworzenia muzeum uważa się Stanisława Bronicza, ówczesnego kierownika Działu Etnografii Muzeum Śląska Opolskiego w Opolu. W latach 1956–1958 przeprowadził on wraz z członkami Katedry Etnografii Uniwersytetu Jagiellońskiego w Krakowie badania terenowe na terenie całego województwa opolskiego, podczas których spośród około tysiąca drewnianych obiektów wybrano kilkadziesiąt, mających znaleźć swoje miejsce w przyszłym skansenie. Muzeum powołano 14 listopada 1961 r. na mocy zarządzenia nr 17 Prezydium Wojewódzkiej Rady Narodowej w Opolu. Od tej chwili nosiło ono tytuł specjalistycznej, wojewódzkiej placówki muzealnej. Pięć lat później, w kwietniu, otrzymało pełną samodzielność i statut. Było podległe Urzędowi Wojewódzkiemu, który także finansował jego działalność. Początkowo sądzono, iż nowa atrakcja powstanie na Wyspie Bolko. Ostatecznie na przyszłą lokalizację muzeum wybrano okolice wsi Bierkowice, obecnie dzielnicy Opola. Był to dziesięciohektarowy obszar dawnego poligonu, porośnięty małą ilością drzew, w dużej części pokryty betonem. W celu urozmaicenia i upiększenia tutejszego krajobrazu przeprowadzono szereg inicjatyw. W 1969 r. miały tu miejsce prace melioracyjne. Wykopano także długi na 700 metrów ciek wodny, okrążający cały skansen, nad którym umieszczono młyn wodny. Nad kanałem przerzucono również pięć mostów. W późniejszym terminie usypaniu tu także sztuczne wzgórze, na którym dziś stoi jeden z eksponowanych wiatraków.
W 1964 r. przez Joannę Kłopocką opracowany został projekt przyszłego muzeum, według którego do Bierkowic sprowadzonych miało zostać około siedemdziesiąt różnej wielkości i przeznaczenia obiektów, a całość ma obrazować układ tradycyjnej wsi. W kolejnych latach przeznaczony pod budowę obszar został ogrodzony, a na jego teren trafiło pierwszych sześć rozebranych obiektów. Dyrektorem muzeum był w tym okresie jego twórca, Stanisław Bronicz. W 1965 r. podjął on jednak decyzję o rezygnacji ze swojego stanowiska, a nowym zarządcą został Józef Kowalewski. W tym samym roku dyrekcja skansenu została przeniesiona do Bierkowic, co spowodowało intensywny rozwój nowo powstającej atrakcji.
W 1967 r. powstały dwa projekty wizji przyszłego skansenu. Założenie architekta Jana Matejuka polegało na skupieniu budowli w trzy osobne zespoły, przypominające wiejskie przysiółki. W każdym z nich zaprezentowane zostałyby budynki charakterystyczne dla jednego z trzech subregionów województwa opolskiego: opolskiego, oleskiego oraz raciborsko-nyskiego. Jerzy Gurawski zaproponował natomiast rozmieszczenie budynków nie tylko ze względu na położenie na mapie ówczesnego województwa, ale także biorąc pod uwagę warstwę społeczną mieszkańców gospodarstw. Ponadto, na terenie muzeum miały powstać betonowe rampy, służące do poruszania się po obiekcie, mające wysokość od 0 do 1,5 m ponad gruntem. Ostatecznie zatwierdzono bardziej nowatorski projekt Gurawskiego, ale budowę ramp przełożono na czas nieokreślony.
Pierwszym obiektem, który został wzniesiony w muzeum był stosunkowo mały spichlerz z II połowie XVIII w., przeniesiony ze wsi Sternalice w powiecie oleskim. Miało to miejsce w 1965 roku. Początkowo twórcy muzeum zmagali się z licznymi problemami. Po pierwsze, było to jedno z pierwszych muzeów na wolnym powietrzu w Polsce i pierwsze na Śląsku, pełniło więc rolę pionierską. Poza tym, ze względu na niedobór osób doświadczonych w tego typu projektach, dyrekcja była zmuszona zatrudniać pracowników, którzy nigdy wcześniej nie spotkali się z rekonstrukcją drewnianych chałup. Zespoły te zdobywały podczas rozbudowy muzeum wiedzę i doświadczenie. Do roku 1970 wzniesiono tu jednak szereg zabytkowych obiektów, m.in.: spichlerz podworski ze Sławięcic, spichlerz z Ligoty Książęcej, chałupę z Kamieńca, chałupę z Nowych Karmonek, karczmę z Przewozu oraz chałupę z Radłowa
Kiedy muzeum zostało otwarte dla zwiedzających 23 września 1970 r. przy obecności przewodniczącego Rady Państwa, Henryka Jabłońskiego, na jego terenie znajdowało się 19 obiektów. Po otwarciu muzeum dla zwiedzających zaczęło stopniowo spadać tempo podejmowania kolejnych inwestycji. W 1971 r. wzniesiono chałupę z Kozub oraz rozpoczęto budowę młyna wodnego ze Starych Siołkowic. W 1973 r. robotnicy podjęli się odbudowy kościoła z Gręboszowa. W tym okresie rozpoczęto także zasiewanie pola różnymi gatunkami zbóż, tworzenie zagrodowych ogródków, a także sadzenie drzew owocowych. Wyposażono także chałupy oraz zakupiono sprzęt rolniczy, który obecnie stanowi część ekspozycji w stodołach. W 1975 r. ze stanowiska dyrektora ustąpił Kowalewski, a jego obowiązki przejęła Krystyna Wicher-Jesionowska.
W kolejnych latach na terenie skansenu powstały między innymi: chałupa z Nowych Karmonek, chałupa z Wichrowa, kuźnia z Ziemiełowic oraz wiatrak z Grotowic. W 1979 r. na sztucznym wzgórzu rozpoczęto odbudowę drugiego z wiatraków, tym razem z Dobrzenia Wielkiego. Rok później powstała chałupa ze Sternalic, a w 1989 r. piec do wypieku chleba z Rudziczki. Obecnie w muzeum istnieje 49 obiektów. W 2009 r. ruszyła rekonstrukcja zagrody raciborsko-kozielskiej (w okresie powstawania muzeum Racibórz znajdował się na terenie województwa opolskiego), ostatniej z planowanych w pierwszym okresie działalności placówki. W celu zwiększenia autentyczności skansenu, w ostatnim dwudziestoleciu stworzono liczne rekonstrukcje gołębników, psich bud, uli, a także stworzono barwne kwietniki z licznymi odmianami ziół. Ponadto, w 2000 r. wzniesiono drewniane ogrodzenie wokół kościoła z Gręboszowa oraz stworzono krzyże, służące obecnie za atrapy grobów. W 2003 r. w północnej części obszaru powstały dwie wiaty, prezentujące stare maszyny rolnicze. W 2008 r. wzniesiono natomiast budynek administracyjny z nowoczesnym wnętrzem, przypominającym jednak z zewnątrz stodołę.

## Ekspozycja
Zasadniczą część ekspozycji stanowią przeniesione i odbudowane obiekty architektury wiejskiej ilustrujące warunki życia ludności wiejskiej w okresie od XVIII do początków XX wieku: budynki mieszkalne, stodoły, spichlerze, a także młyny i wiatraki, kuźnia, kościół, karczma i szkoła. Stworzona została również kolekcja prawie 7000 muzealiów z zakresu kultury materialnej obejmująca zabytkowe przedmioty z dziedziny gospodarki rolniczej, hodowlanej, rzemiosła i życia codziennego mieszkańców wsi opolskiej.
Poza sezonem muzeum udostępnia do zwiedzania jedynie tereny parkowe, bez wnętrz budynków i stałych wystaw.

### Kościół z Gręboszowa
Kościół z Gręboszowa, początkowo ewangelicki, został zbudowany z modrzewiowych bali w 1613 r., a jego fundatorem był właściciel wsi, Cyprian Kottuliński. Ma konstrukcję zrębową i jest jednym z czterech kościołów w województwie opolskim bez wydzielonego prezbiterium, co jest charakterystyczne dla świątyni ewangelickich. W 1653 r. stał się kościołem katolickim. W wieku XIX był kilkukrotnie przebudowywany (w 1816, 1854 i 1889 r.). Po zbudowaniu w ostatniej dekadzie XIX w. nowego, murowanego kościoła w Gręboszowie, stary, drewniany został przemieniony w kaplicę cmentarną, która stopniowo ulegała dewastacji. Do Muzeum Wsi Opolskiej trafił w częściach w 1973 r., a trzy lata później zakończono jego odbudowę.
Wystrój wnętrza kościoła łączy elementy katolickie oraz ewangelickie. Najważniejsze miejsce w świątyni zajmuje ołtarz pod wezwaniem św. Katarzyny Aleksandryjskiej, pochodzący z południowoopolskiej parafii w Groszowicach. Wykonał go nieznany artysta, stosując się do stylu manieryzmu niderlandzkiego. Jest wykonany z polichromowanego, złoconego i srebrzonego drewna, przedstawia sceny z życia Katarzyny Aleksandryjskiej, męczenniczki oraz świętej kościoła prawosławnego i katolickiego.
W okolicy ołtarza znajduje się rzeźba św. Jana Nepomucena z XVIII w. oraz loża kolatorska z XIX w., w której zasiadał opiekun i dobroczyńca kościoła. Na zachodniej ścianie świątyni umieszczono liczne epitafia chłopskie z przełomu XVIII i XIX w., poświęcone przedwcześnie zmarłym dzieciom, pochodzące z Ligoty Górnej koło Kluczborka. Całości dopełniają olejne obrazy, na których ukazana jest na przykład św. Katarzyna.

### Młyn wodny z Siołkowic Starych
Młyn wodny w Siołkowicach Starych istniał prawdopodobnie już w XVI w. Pierwsza wzmianka o nim pochodzi z 1566 r. Później jest on jednak wspominany dopiero w XVIII wieku. W 1832 r. został przeniesiony o 250 metrów w dół rzeki, aby lepiej wykorzystać spadek wody. W tym okresie dobudowano do niego także budynek mieszkalny. Jego wnętrze zmodernizowano na przełomie wieku XIX i XX wprowadzając do niego żelazne koła trybowe. Jego najbardziej charakterystycznym elementem jest drewniane koło o średnicy 4,7 m, napędzające cały mechanizm. W XIX wieku należał do rodziny Pogrzebów. W dwudziestoleciu międzywojennym przeszedł w ręce Pawła Boronowskiego. Zabytkowy budynek przestał być używany w połowie XX wieku ze względu na zakazy administracyjne. Młyn posiada mansardowy dach o konstrukcji krokwiowej. Po sprowadzeniu go do Muzeum Wsi Opolskiej wmontowano do niego wszystkie elementy starej konstrukcji, a brakujące części sprowadzono z nieużywanego młyna w Bierkowicach.

### Wiatraki z Dobrzenia Wielkiego i Grotowic
Wiatraki utrzymywane w Muzeum Wsi Opolskiej są jednymi z czterech w powiecie opolskim. Są to koźlaki. Starszy z nich, z Dobrzenia Wielkiego został wzniesiony w 1734 r. w Pokoju, skąd w 1885 został przeniesiony do podopolskiej miejscowości. Drugi z nich pochodzi z Grotowic, a w jego wnętrzu znajdują się oryginalne urządzenia. Jeden z wiatraków usytuowany jest na sztucznym wzgórzu, usypanym podczas tworzenia skansenu.

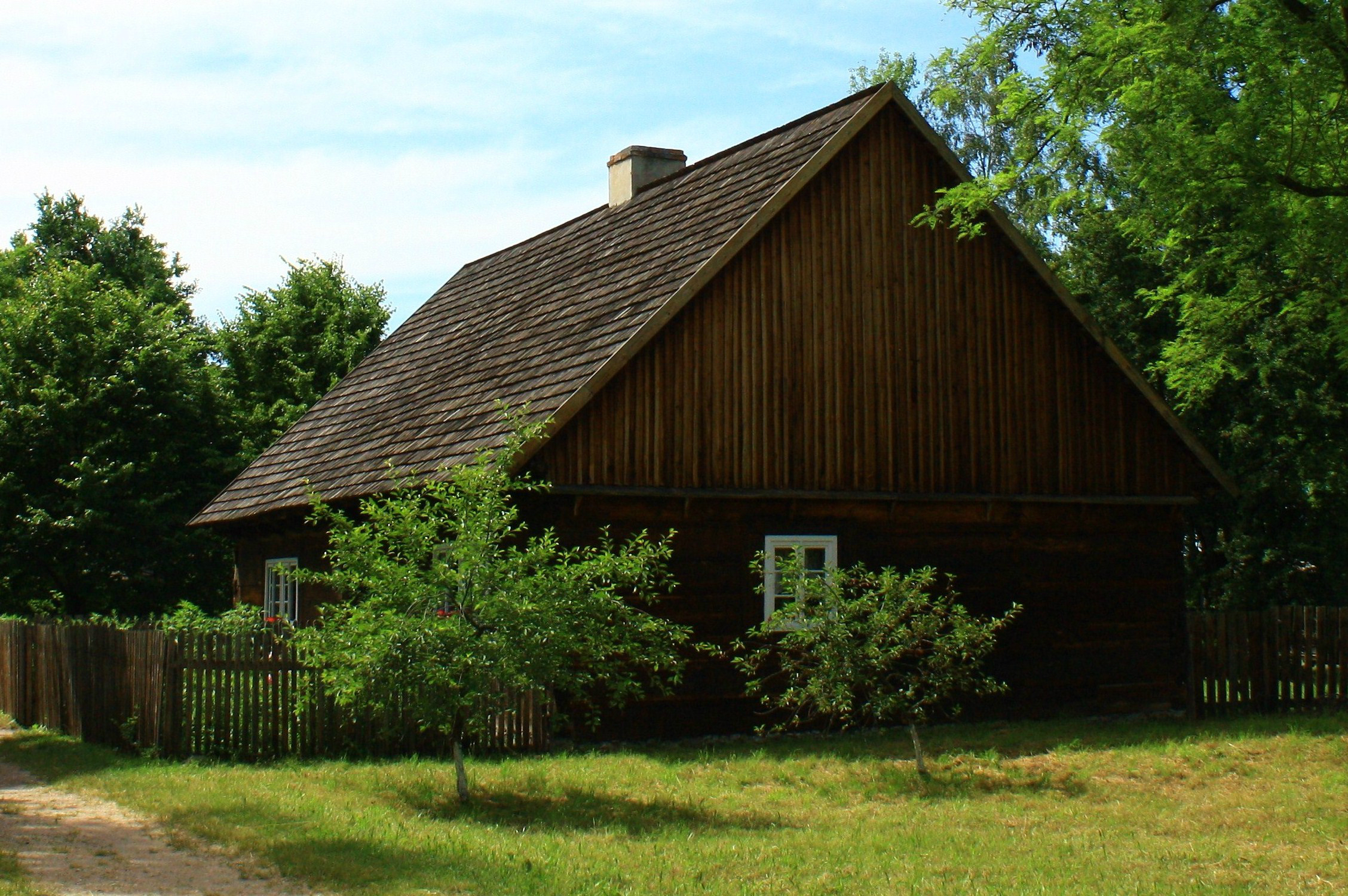
Chałupa ze Sternalic

### Chałupa ze Sternalic
Chałupa ze Sternalic powstała na przełomie XVII i XVIII wieku i służyła prawdopodobnie jako dom starców ojców franciszkanów. Na jednej z belek stropowych podczas rozbiórki odkryto napis: „Fundator Strzelczok 1859”. co może świadczyć o przebudowie budynku. W sieni znajduje się arkadowy komin z paleniskiem i wędzarnią. Ponadto, chałupa podzielona została na dwie izby i dwie komory. Podobnie jak w okolicy innych zabudowań, przed budynkiem znajduje się odtworzony kwietnik. Obecnie wewnątrz chałupy ukazano dawną wiejską szkołę. W sali lekcyjnej zgromadzono stare ławki, katedrę nauczyciela, a w gablotach liczne przyrządy, pomagające w prowadzeniu lekcji, takie jak linijki, ciśnieniomierze, czy cyrkle. Na ścianach wiszą w dużej ilości mapy i tablice. W komorze, która przylega do sali lekcyjnej eksponowane są stare zeszyty, podręczniki, przybory szkolne. W drugiej części chałupy znajduje się mieszkanie nauczyciela, składające się z pokoju i niewielkiej kuchni. Dostrzegalna jest tutaj różnica w umeblowaniu w porównaniu z chatami chłopskimi.

### Kuźnia z Ziemiełowic
Kuźnia z Ziemiełowic powstała w 1726 roku, o czym świadczy napis na nadprożu drzwi wejściowych: „M P I W B Anno 1726 S F”. Ma ona konstrukcję zrębową, a jej kryty gontem dach jest wysunięty do przodu i oparty na trzech słupach. Najważniejszą częścią w budynku jest palenisko. Aby zapobiec ewentualnym pożarom zarówno ono, jak i ściany nad nim są wykonane z cegły. Charakterystyczne są także inne urządzenia: miech, dwa kowadła (bezrożne oraz jednorożne), wysoki na ok. 1,5 metra róg kowalski, służący do modyfikacji kształtu pierścieni i obręczy. Ponadto, w kuźni zgromadzona jest spora kolekcja młotów kowalskich oraz kleszczy.

### Stodoła z Rudziczki

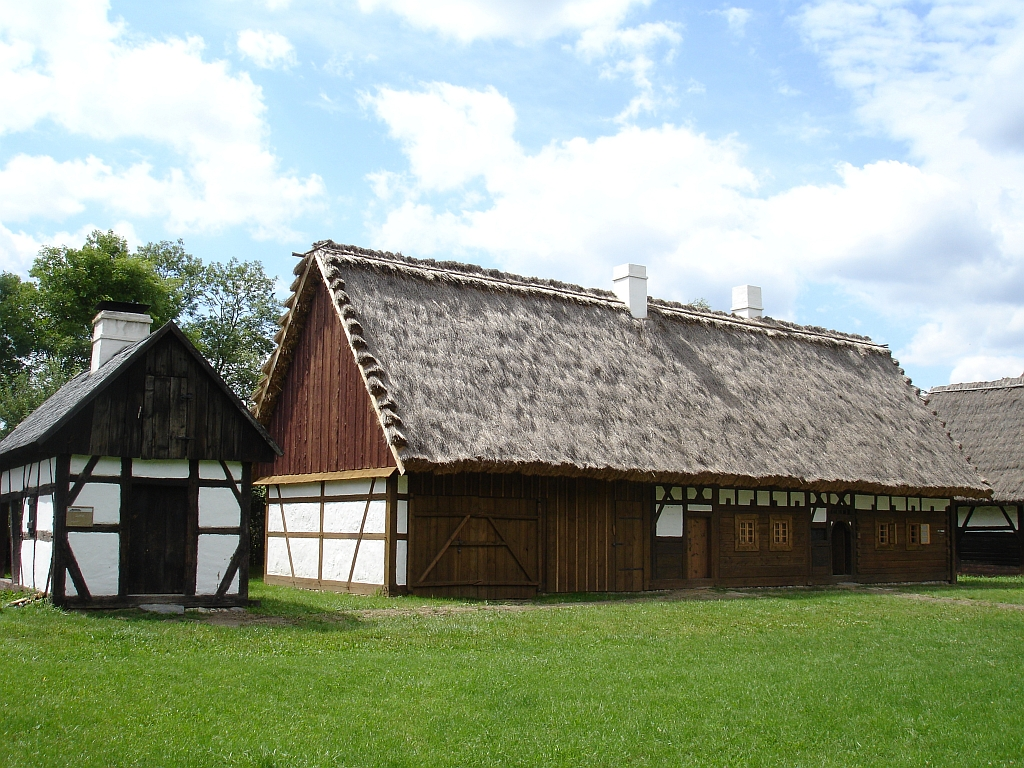
Stodoła z Rudziczki

Największa stodoła w Muzeum. Pochodzi z Rudziczki koło Prudnika. Została wzniesiona w 1830 roku w konstrukcji ryglowej. Składa się z trzech sąsieków i dwóch klepisk. Drewniana konstrukcja nośna została wypełniona gliną, a ściany pobielono wapnem. Dwuspadowy dach jest pokryty słomą. Wnętrze stodoły nie jest udostępniane turystom, pełni funkcje magazynu.

### Chałupa z Dąbrówki Dolnej z otoczeniem
Chałupa została wzniesiona w I połowie XIX w., co potwierdza napis na jednej z belek stropowych: „Budowano w imie Pańskie w imie troice Przenaiswietsei Oicza i syna i ducha S. Walek Welna dał budować RO. Pań. 1827 Budował Maciek Pośch z Libnej dnia 19 Lipnia”. Jest ona szerokofrontowa, dwutraktowa, a w jej centrum znajduje się komin, dawniej pełniący również rolę wędzarni. Budynek składa się z dwóch przestronnych izb oraz czterech mniejszych komór. Wnętrza urządzone są w stylu charakterystycznym dla XIX w., ozdabiane obrazami olejnymi, najczęściej przedstawiające postaci świętych. Izba czarna, która pełniła rolę dzisiejszej kuchni, najwięcej miejsca zajmuje piec kuchenny i piekarski, służący nie tylko do przygotowywania posiłków, ale też do ocieplania wnętrza, a nawet jako źródło światła. Poza tym, prezentowana jest tu spora kolekcja garnków i innych przyborów kuchennych, a także wielu przedmiotów, charakterystycznych dla mieszkania ówczesnej rodziny, takich jak piesek do zdejmowania butów, szklana muchołapka, wypełniana słodką cieczą, czy żelazko rozgrzewane rozżarzonym węglem. W izbie białej, przeznaczonej na święta rodzinne i wizyty gości, umieszczono krosno tkackie, ukazujące sposób tkania lnianego płótna. W komorze, znajdującej się za izbą przedstawiono narzędzia tkackie, m.in.: kołowrotki, przęślice do przędzenia nici, szpule tkackie, snowadła, używane podczas nawijania przędzy, a także oddzielające włókno od słomy lnianej cierlice i mędlice.
Drugim budynkiem, znajdującym się na terenie zagrody jest stodoła, również z Dąbrówki Dolnej, składająca się z dwóch sąsieków i jednego klepiska, z dwiema przybudówkami, w których przechowywano sprzęt rolniczy. Charakterystyczne są także wrota na biegunach. Wewnątrz prezentowane są narzędzia rolnicze, używane pod koniec XIX w. w gospodarstwach gburskich, np.: młocarnia o napędzie kieratowym z Otmuchowa, wialnia do wiania zboża (oddzielania ziarna od plew) z Lewina Brzeskiego oraz kosiarka konna.
Spichlerz z Murowa, znajdujący się naprzeciwko chałupy, wzniesiono w połowie XIX w. Ma dwa piętra, jego dach jest dwuspadowy, pokryty gontem, a we wnętrzu prezentowane są sprzęty używane podczas wyrobu produktów żywieniowych, takie jak duża maślnica klepkowa, czy stojak na kołacze. Na terenie zagrody znajduje się jeszcze mała piwnica, która nie została przeniesiona do muzeum, a jedynie skopiowana na podstawie obiektów w Dąbrówce Dolnej i Karmonkach. Ściany powstały z kamienia łamanego, a dach jest pokryty słomą.

## Imprezy
Na obszarze muzeum odbywa się wiele imprez propagujących kulturę ludową oraz folklor, m.in. Żniwniok Opolski i Jarmark wielkanocny.

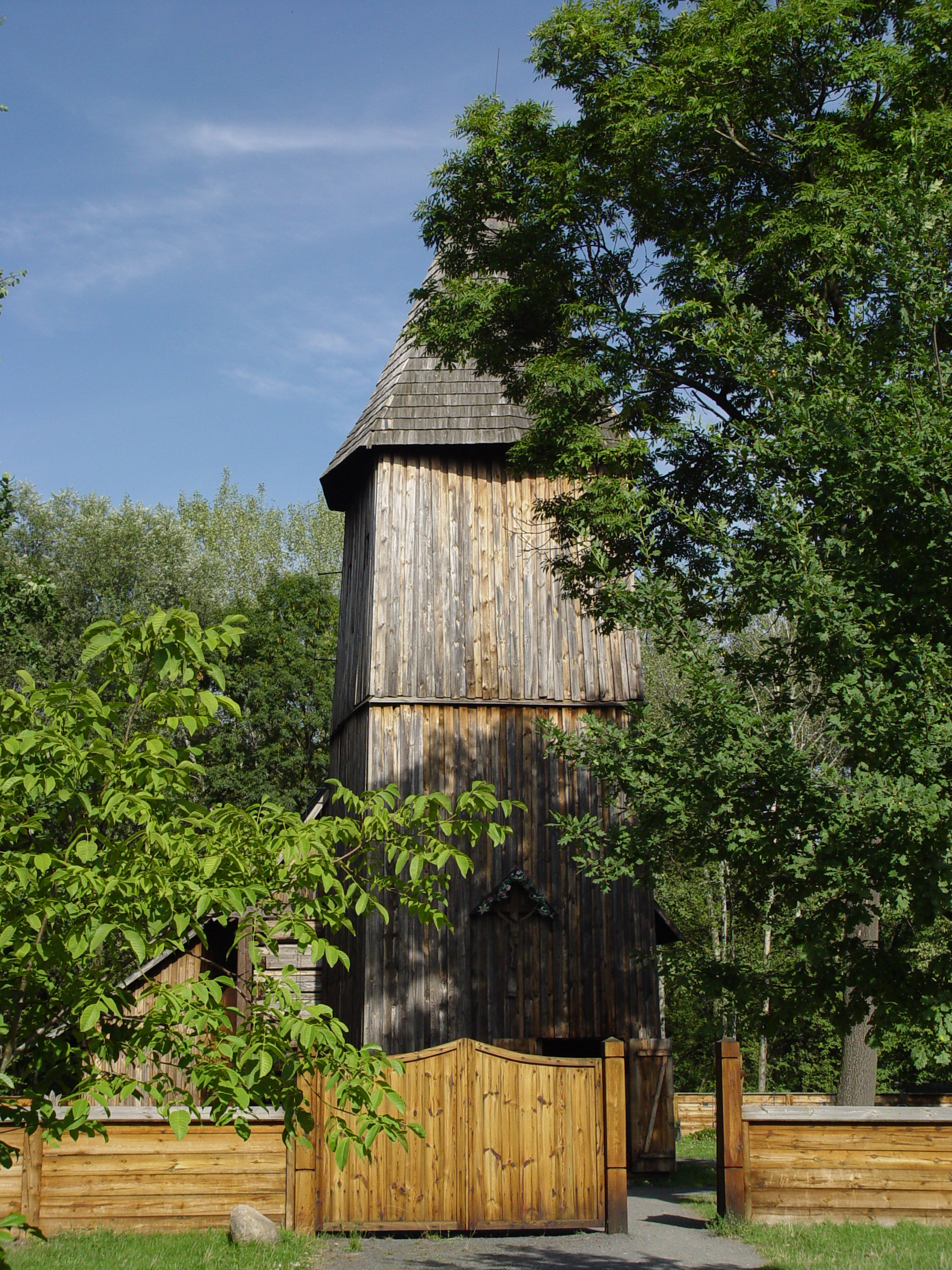
Kościół z Gręboszowa
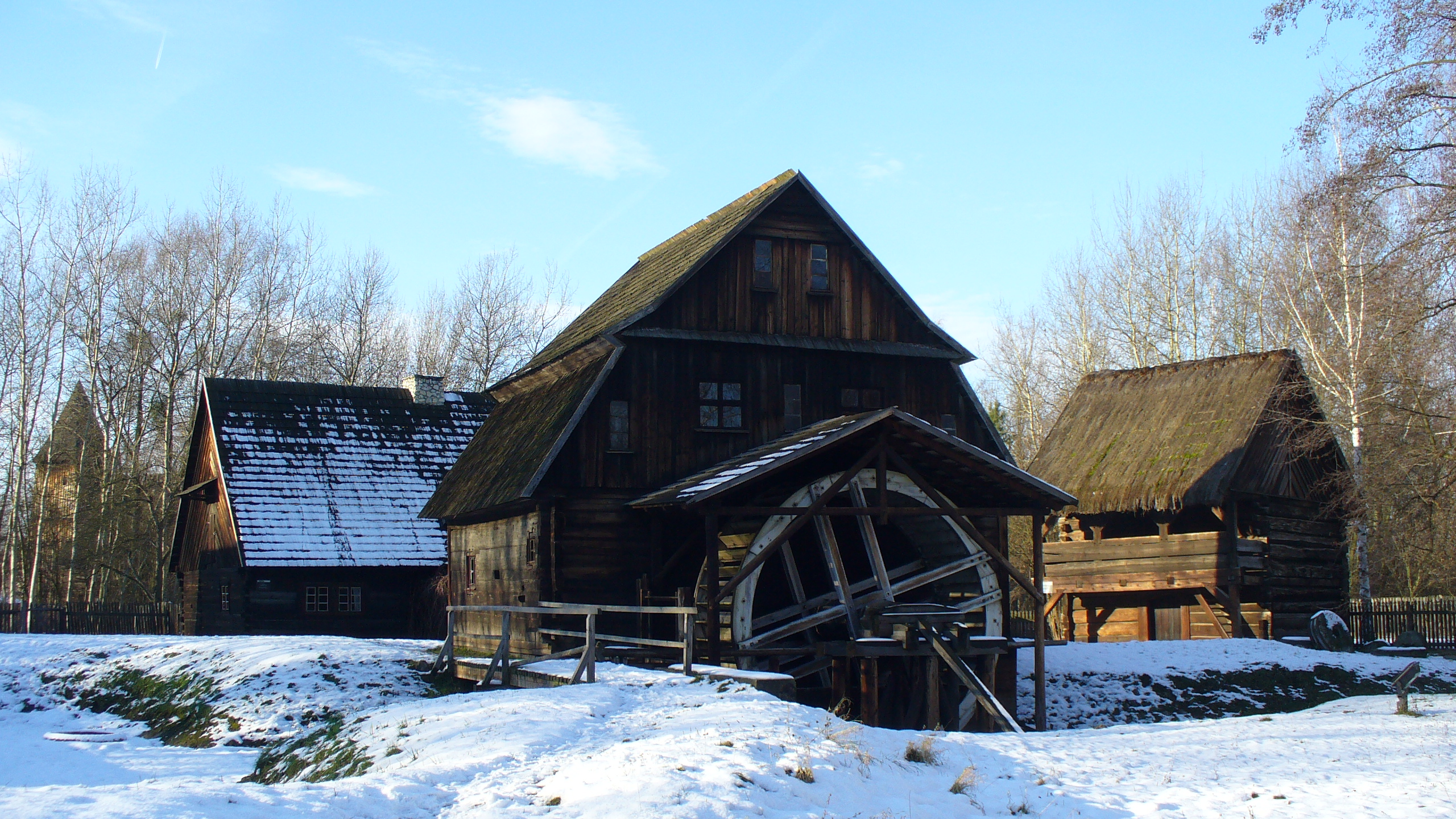
Młyn wodny ze Starych Siołkowic
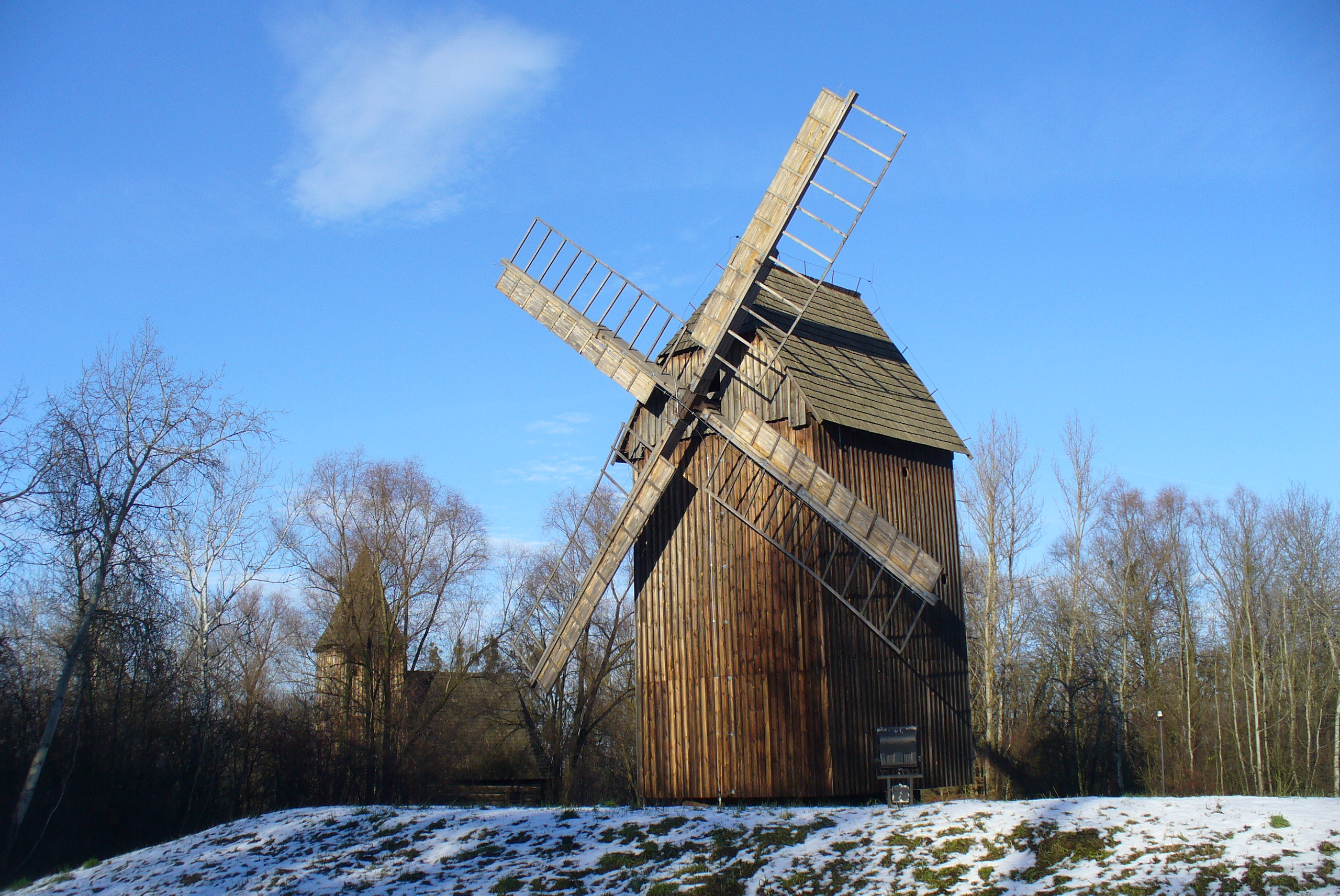
Wiatraki
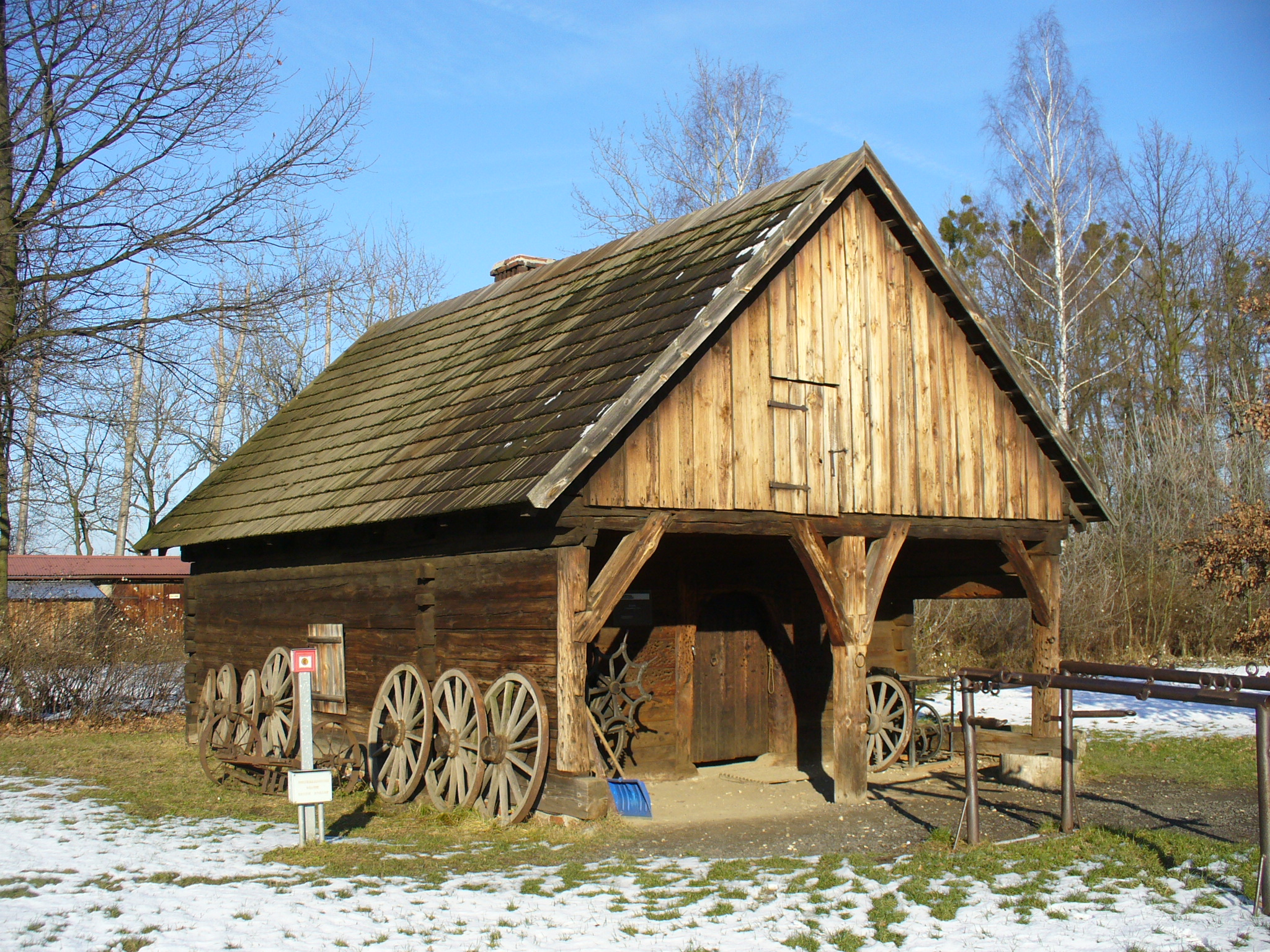
Drewniana kuźnia z Ziemiełowic